# Кіриєнко Василь Васильович
Васи́ль Кіриє́нко (нар. 28 червня 1981 року, Річиця, Білорусь) — білоруський професійний велогонщик, універсал. Вигравав кілька етапів на престижних вело-багатоденках.